# Metallplastik „Der Aufstieg“

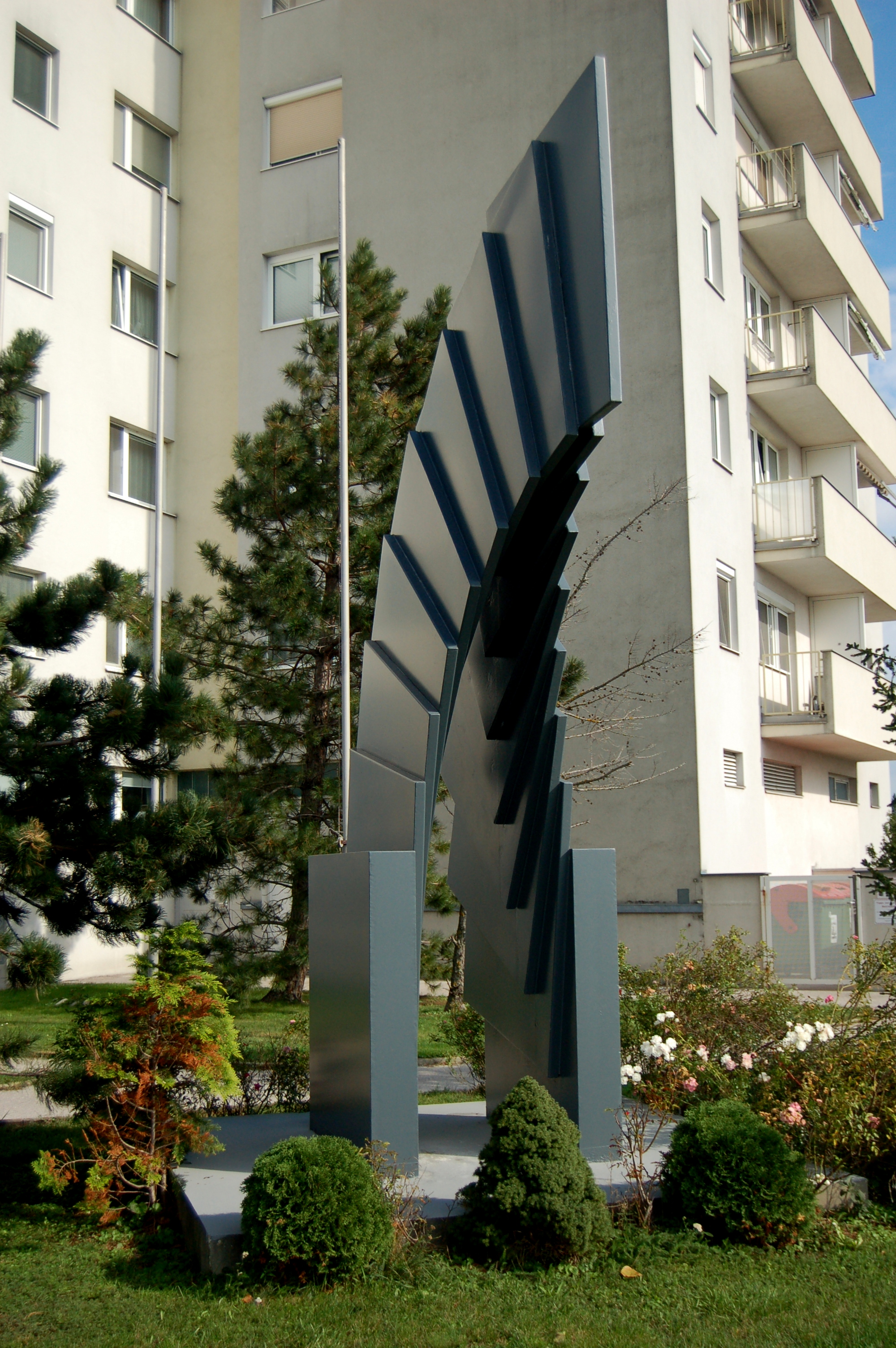
Der Aufstieg

Die Metallplastik „Der Aufstieg“ steht vor der Wohnhausanlage Franz-Prack-Hof in Wiener Neustadt.

## Geschichte
Der Franz-Prack-Hof wurde von der Stadtgemeinde mit der Ersten Burgenländischen Gemeinnützigen Wohnbaugenossenschaft Pöttsching von 1974  bis 1978 errichtet und am 30. Juni 1979 feierlich eröffnet. Mit der Kunst am Bau wurde der Künstler Gotthard Fellerer beauftragt.

## Beschreibung
Die Metallplastik steht an der Ecke Dr.-Eckener-Gasse zur Julius-Willerth-Gasse. Die Metallplastik zeigt sich mit verschweißten Platten in der Form eines stufenförmigen aufstrebenden Kreissegments.